# Salto Arriba
Salto Arriba es un barrio ubicado en el municipio de Utuado en el Estado Libre Asociado de Puerto Rico. En el Censo de 2010 tenía una población de 617 habitantes y una densidad poblacional de 149,45 personas por km².

## Geografía
Salto Arriba se encuentra ubicado en las coordenadas 18°16′12″N 66°44′00″O / 18.27000, -66.73333. Según la Oficina del Censo de los Estados Unidos, Salto Arriba tiene una superficie total de 4.13 km², de la cual 4.12 km² corresponden a tierra firme y (0.31%) 0.01 km² es agua.

## Demografía
Según el censo de 2010, había 617 personas residiendo en Salto Arriba. La densidad de población era de 149,45 hab./km². De los 617 habitantes, Salto Arriba estaba compuesto por el 94% blancos, el 1.13% eran afroamericanos, el 0.16% eran amerindios, el 3.73% eran de otras razas y el 0.97% pertenecían a dos o más razas. Del total de la población el 99.51% eran hispanos o latinos de cualquier raza.